# Le avventure di Batman
Le avventure di Batman (The Batman Adventures) è una serie a fumetti DC Comics incentrata sulle avventure di Batman. La serie include fumetti presenti nelle serie The Batman Adventures (vol. 1), The Batman and Robin Adventures, The Batman Adventures: The Lost Years, Batman: Gotham Adventures e Batman Adventures (vol. 2). Le serie a fumetti riprendono lo stile e i personaggi del DC Animated Universe.

## Contesto
The Batman Adventures venne creata per collegarsi alla serie animata Batman: The Animated Series. Così come la serie animata cambiava con ogni rebranding e rilancio, così la serie a fumetti si adeguava.
Il successo di The Batman Adventures portarono alla creazione di altri fumetti nella serie "Adventures" basati sulle altre serie animate della DC Comics: Le avventure di Superman (basata su Superman: The Animated Series) e Justice League Adventures (basata su Justice League).
La canonicità di questi fumetti è stata messa in discussione. A tal proposito Bruce Timm, uno dei creatori del DCAU, ha dichiarato in Modern Masters Volume 3: Bruce Timm (riguardante il Batman Adventures Annual # 2):
(Bruce Timm)

## Storia editoriale

### The Batman Adventures(vol. 1, 1992-1995)
Basata sulla serie animata Batman: The Animated Series, la prima serie uscì in 36 numeri, 2 albi annuali e 3 albi speciali (Mad Love e Holiday Special, che vennero entrambi adattati in episodi di The New Batman Adventures, più un adattamento del film Batman: Mask of the Phantasm). Il primo annuale introdusse Roxy Rocket, che in seguito apparve nella serie animata e in Superman: The Animated Series. La maggior parte dei numeri vennero scritti da Kelley Puckett, e illustrati da Mike Parobeck e Rick Burchett, sebbene alcuni numeri vennero scritti e illustrati da Ty Templeton. Il numero Amore folle (Mad Love) venne scritto da Paul Dini e illustrato da Bruce Timm, mentre il numero speciale per le vacanze venne scritto e illustrato da alcuni creativi che avevano lavorato alla serie animata, tra cui Paul Dini, Bruce Timm, Glen Murakami, Dan Riba e Kevin Altieri.

### The Batman and Robin Adventures(1995-1997)
A seguito del rebranding della serie in Le avventure di Batman e Robin (The Adventures of Batman and Robin) la serie a fumetti venne rilanciata. Questa nuova serie era composta da 25 numeri, 2 albi annuali e 2 speciali (adattamenti di Batman & Mr. Freeze: SubZero e di Dark Claw Adventures, un fumetto Amalgam non canonico in cui compariva un ibrido di Batman e Wolverine). La serie venne interamente scritta da Ty Templeton e illustrata da Rick Burchett.

### The Batman Adventures: The Lost Years(1998)
Poco dopo l'inizio della trasmissione della serie The New Batman Adventures, la DC Comics pubblicò una miniserie da cinque numeri intitolata The Batman Adventures: The Lost Years. Questa serie copriva l'intervallo di tempo tra la fine della serie animata Batman e l'inizio della nuova serie Batman - Cavaliere della notte. È inedita in Italia.
- Libro uno: Robin (Dick Grayson) esprime la sua disapprovazione per quanto riguarda la tolleranza di Batman sulle attività di combattimento contro il crimine da parte di Batgirl e si promette di fermarla. Successivamente Batman deduce che Batgirl è in realtà Barbara Gordon, mentre la osserva giocare a tennis contro Dick, si rende conto che si muove proprio come Batgirl. Batman decide di prendere Batgirl sotto la sua ala e darle la formazione che ha bisogno. Robin è sconvolto da questa decisione e discute con Batman, ma non riesce a fagli cambiare idea.
- Libro due: Bruce e Dick continuano la loro discussione durante la cerimonia del diploma di Dick. Quando il Joker lancia un jammer radar che può causare la caduta degli aerei, Batman e Batgirl combattono il clown e la sua banda prima che Dick, come Robin, interviene. Il Joker è sconfitto, ma Dick è così arrabbiato nei confronti di Batman che lo colpisce e decide di lasciare Gotham City, nonostante le proteste di Alfred e Barbara.
- Libro tre: Dick interrompe un'operazione di contrabbando di Due Facce e scopre un'antica tribù africana dal quale impara tecniche di combattimento, iniziando i primi passi lontano dall'ombra di Batman. In Africa, Dick sviluppa quindi una nuova identità: Nightwing.
- Libro quattro: Batman diventa più aggressivo e più spinto a causa della partenza di Dick e il suo nuovo partner, Batgirl, è preoccupata per il suo cambiamento di personalità. Una notte, seguendo una pista che porta a Due Facce, Batman incontra il giovane Tim Drake, figlio del piccolo criminale "Shifty" Drake. Shifty stava cercando di impedire a Due Facce di prendere possesso di Gotham City e Tim cerca di onorare il desiderio del padre morente (il suo corpo è stato trovato a Metropolis). Batman addestra Tim a diventare Robin per salvarlo da una vita di criminalità. Due faccia è stato catturato e Batman ha preso Tim come suo secondo protetto.
- Libro quinto: Dick si unisce a una spedizione per trovare un gruppo di monaci tibetani che hanno perso un manufatto, accettando di recuperare l'artefatto in cambio del loro segreto di volo (il costume alato). Riesce a guadagnare l'artefatto da Ra's al Ghul. Seguendo, visita Batman e rivela la sua nuova identità di Nightwing a lui, Alfred, Batgirl e Robin.

### Batman: Gotham Adventures(1998-2003)
Nel 1998 venne pubblicata la serie Batman: Gotham Adventures, sempre basata su Batman - Cavaliere della notte, per un totale di 60 numeri. Si tratta della serie a fumetti più lunga della linea Le avventure di Batman e, come la precedente, è inedita in Italia. I primi numeri sono stati scritti da Ty Templeton e illustrati da Rick Burchett, mentre il team composto da Scott Peterson, Tim Levins e Terry Beatty ha realizzato la maggior parte dei numeri successivi. I protagonisti della serie a fumetti sono Batman, Robin, Batgirl e Nightwing.

### Batman Adventures(vol. 2, 2003-2004)
Nel 2003, la DC Comics pubblicò Batman Adventures, poco dopo la cancellazione di Batman: Gotham Adventures. Il primo numero venne reso disponibile tramite vendita durante il Free Comic Book Day del 2003. La serie durò 17 numeri prima di essere cancellata per fare spazio a The Batman Strikes!, una nuova serie basata sulla serie animata The Batman. Ogni numero aveva due storie: la prima scritta da Dan Slott e illustrata da Ty Templeton, mentre l'altra scritta da Ty Templeton e illustrata da Rick Burchett. Le copertine dei primi quattro albi sono state illustrate da Bruce Timm.
L'albo n. 15, scritto da by Jason Hall, colmava l'intervallo tra le apparizioni di Mr. Freeze nella serie animata The New Batman Adventures e in Batman of the Future (Batman Beyond). L'albo n. 17 terminava la serie con l'incontro tra Batman e Joe Chill, l'uomo responsabile dell'omicidio di Thomas e Martha Wayne.

## Ristampe
| Titolo                                            | Numeri contenuti                                                                                       | Data di pubblicazione | ISBN                   |
| ------------------------------------------------- | --- | --------------------- | ---------------------- |
| The Batman Adventures                             | The Batman Adventures n. 1–6                                                                           | dicembre 1993         | ISBN 978-1563890987    |
| Batman: The Dark Knight Adventures                | The Batman Adventures n. 7–12                                                                          | giugno 1994           | ISBN 978-1563891243    |
| The Batman Adventures: The Lost Years             | The Batman Adventures: The Lost Years n. 1–5                                                           | febbraio 1999         | ISBN 978-1563894831    |
| Batman: Gotham Adventures                         | Batman: Gotham Adventures n. 1–6                                                                       | giugno 2000           | ISBN 978-1563896163    |
| The Batman Adventures: Dangerous Dames and Demons | The Batman Adventures Annual n. 1–2 The Batman Adventures: Mad Love Adventures of the DC Universe n. 3 | giugno 2003           | ISBN 978-1563899737    |
| Batman: Harley and Ivy                            | Batman: Gotham Knights n. 14 Harley and Ivy: Love on the Lam Batman: Harley and Ivy n. 1–3             | luglio 2007           | ISBN 978-1401213336    |
| Batman Adventures (Digest)                        | |                       |                        |
| Vol. 1: Rogues Gallery                            | Batman: Gotham Adventures n. 50 Batman Adventures n. 1–4                                               | luglio 2004           | ISBN 978-1401203290    |
| Vol. 2: Shadows and Masks                         | Batman Adventures n. 5–9                                                                               | luglio 2004           | ISBN 978-1401203306    |
| Batman Adventures (edizione aggiornata)           | |                       |                        |
| The Batman Adventures (Vol. 1)                    | The Batman Adventures n. 1–10                                                                          | novembre 2014         | ISBN 978-1-4012-5229-8 |
| The Batman Adventures (Vol. 2)                    | The Batman Adventures n. 11–20                                                                         | maggio 2015           | ISBN 978-1-4012-5463-6 |
| The Batman Adventures (Vol. 3)                    | The Batman Adventures n. 21–27, Annual 1                                                               | novembre 2015         | ISBN 978-1-4012-5872-6 |
| The Batman Adventures (Vol. 4)                    | The Batman Adventures n. 28-36, Annual 2, Holiday Special                                              | aprile 2016           | ISBN 978-1-4012-6061-3 |
| Batman & Robin Adventures (Vol. 1)                | Batman & Robin Adventures n. 1-10                                                                      | dicembre 2016         | ISBN 978-1-4012-6783-4 |
| Batman & Robin Adventures (Vol. 2)                | Batman & Robin Adventures n. 11-18, Annual 1                                                           | dicembre 2017         | ISBN 978-1-4012-7405-4 |